# 中尾 (さいたま市)

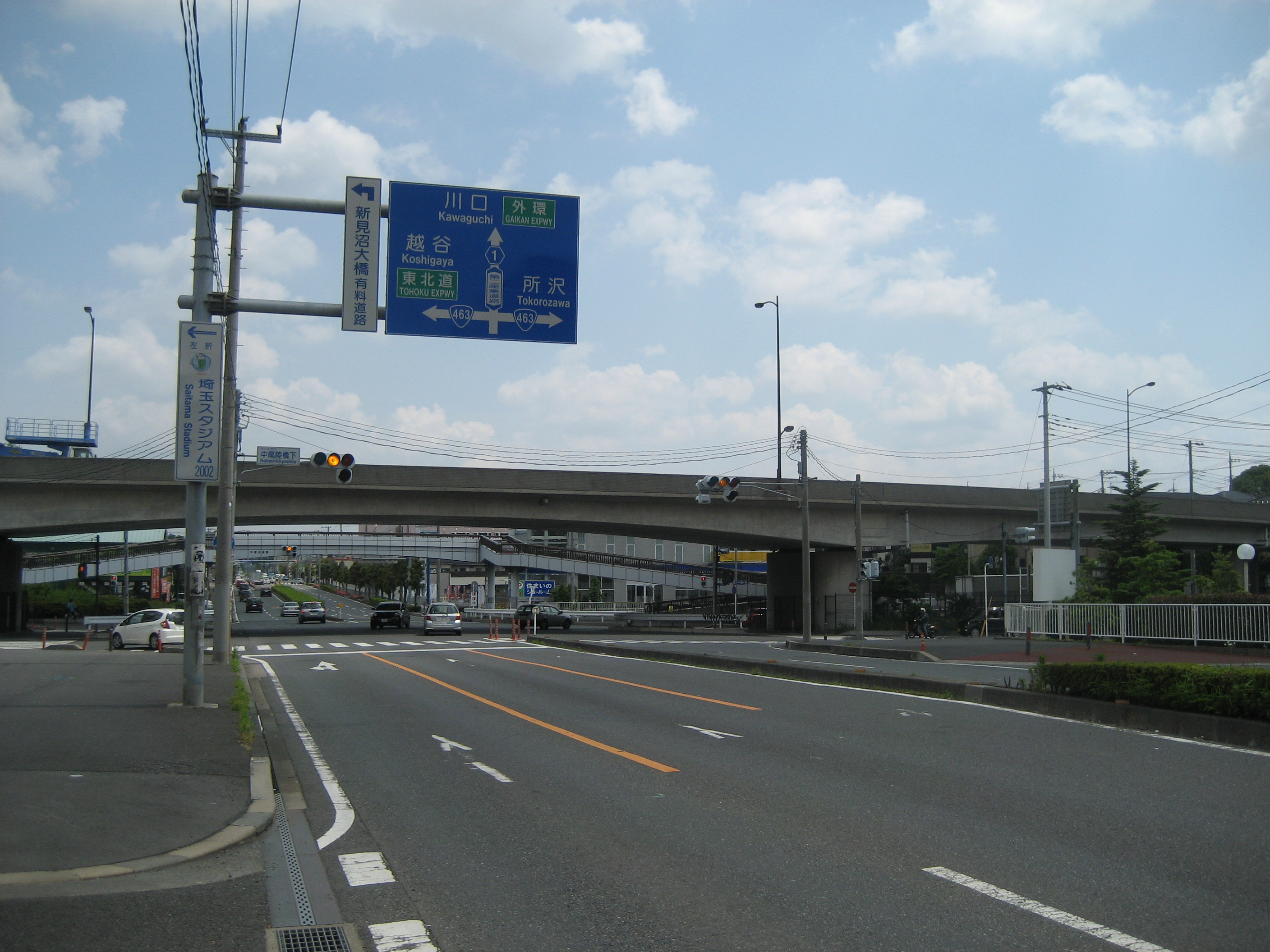
中尾陸橋

中尾（なかお）は、埼玉県さいたま市緑区の大字。郵便番号は336-0932。

## 地理
さいたま市緑区西部の大宮台地（浦和大宮支台）上に位置する。中丸、駒前、中尾第一、中尾第二の各組合施行の区画整理と都市基盤整備公団施行の浦和南部区画整理事業及び浦和市施行の東浦和第一区画整理事業により都市基盤整備が進んでいる。全域が市街化区域であるが、生産緑地地区も多く見られる。1998年（平成10年）度からは浦和市施行（さいたま市施行）により東浦和第二区画整理事業が実施されており、急速に宅地化が進んでいる。

### 河川
- 中尾排水路

### 地価
住宅地の地価は、2017年（平成29年）1月1日の公示地価によれば、大字中尾字中丸3060-1の地点で15万3000円/m2となっている。

## 歴史
もとは江戸期より存在した武蔵国足立郡木崎領に属する中尾村、古くは戦国期より見出せる足立郡のうちの中尾郷であった。元禄年間に大谷口・井沼方・柳崎村とともに一村から分村され成立した。村高は『元禄郷帳』では6751石余、『天保郷帳』では677石余であった。助郷は中山道浦和宿に出役していた。村の規模は東西15町、南北25町で、化政期の戸数は117軒であった。
- 発足時は幕府領で以降変遷なし[7]。なお、検地は1690年（元禄3年）に実施されていた[8]。
- 1805年（文化2年）：大牧村（現大牧）の蓮見新田が当村に属するようになる[7]。
- 文政年間（1818年 - 1831年）：以降より蓮見新田が当村より分村しで独立した[7]。
- 幕末時点では足立郡中尾村であった。明治初年の『旧高旧領取調帳』の記載によると、代官大竹左馬太郎支配所が管轄する幕府領であった。玉林院や吉祥寺の寺領も存在した[9]。
- 1868年（慶応4年）6月19日：幕府領が武蔵知県事・山田政則（忍藩士）の管轄となる。
- 1869年（明治2年） 
  - 1月13日：武蔵知県事・宮原忠英の管轄区域に大宮県を設置。県庁は東京府馬喰町に置かれる。
  - 9月29日：県庁が浦和に置かれ浦和県に改称。
- 1871年（明治4年）11月13日：第1次府県統合により埼玉県の管轄となる。
- 1873年（明治6年）3月：金剛寺に中尾学校（現・さいたま市立尾間木小学校）を開設する[10][7]（1882年に公立大間木小学校と改称して大間木に移転）。
- 1874年（明治7年）：玉林院が廃寺となる[7][11]。
- 1879年（明治12年）3月17日：郡区町村編制法により成立した北足立郡に属す。郡役所は浦和宿に設置。
- 1889年（明治22年）4月1日：町村制施行により、大牧、中尾、大間木、井沼方、下山口新田、蓮見新田4箇村2新田が合併し、尾間木村が成立[12]。尾間木村の大字中尾となる。
- 1940年（昭和15年）4月17日：尾間木村は同郡三室村と共に浦和市へ編入され[13]、浦和市の大字となる。
- 1966年（昭和41年）：大字大谷口の一部が編入される。また一部を大字大谷口へ編入する[7]。
- 2001年（平成13年）5月1日：浦和市・大宮市・与野市が合併し、さいたま市が発足。同市の大字となる。
- 2002年（平成14年) 12月7日：一部が東浦和九丁目の一部となる[14]。
- 2003年（平成15年）4月1日：さいたま市が政令指定都市に移行し、同市緑区の大字となる。
- 2010年（平成22年）6月26日：中尾不動谷・駒前土地区画整理事業完了に伴い、一部で地番が変更される[15]。

## 世帯数と人口
2017年（平成29年）9月1日時点の世帯数と人口は、以下のとおりである。
| 大字     | 世帯数    | 人口     |
| -------- | --------- | -------- |
| 大字中尾 | 6,046世帯 | 14,327人 |

## 小・中学校の学区
市立小・中学校に通う場合、学区（校区）は以下のとおりとなる。
| 区域 | 小学校                 | 中学校                   |
| ---- | ---------------------- | ------------------------ |
| 全域 | さいたま市立中尾小学校 | さいたま市立東浦和中学校 |

## 交通

### 鉄道
地内に鉄道路線は通っていない。最寄り駅は地点によって異なり、東日本旅客鉄道（JR東日本）各線の浦和駅、京浜東北線の北浦和駅、武蔵野線の東浦和駅のいずれかである。浦和駅は、大字中尾字中丸3060-1の地点から約3.2 kmの位置にある。

### 道路
- 国道463号
- 埼玉県道1号さいたま川口線（第二産業道路）

## 地域

### 寺社・史跡
旧石器・縄文時代前期の中尾駒前遺跡や、縄文時代中期の駒形遺跡が地区内にある。玉林院もかつてあったが1874年（明治7年）に廃寺され、存在しない。
- 駒形権現神社須賀神社本殿 - 市指定文化財、室町時代建立。さいたま市内では現存する最古の建築物となっている。埼玉県内の神社としても最古級である。
- 中尾神社
- 氷川神社
- 吉祥寺
- 薬師堂

### 公園・緑地
- 駒前公園
- 中丸公園
- 中尾第一公園
- 中尾第二公園

### 施設
- 緑区役所
- プラザイースト
  - さいたま市立東浦和図書館
- さいたま市立東浦和中学校
- さいたま市立中尾小学校
- 浦和中尾郵便局
- クイズゲート（ショッピングセンター）
- 尾間木保育園
- あかつき幼稚園
- 川口信用金庫
- 中丸団地
- 中尾トンネル[17]